# Missoula County
Missoula County ist ein County im Bundesstaat Montana der Vereinigten Staaten. Der Sitz der Countyverwaltung (County Seat) befindet sich in Missoula.
Das County wird vom Office of Management and Budget zu statistischen Zwecken als Missoula, MT Metropolitan Statistical Area geführt.

## Demografische Daten
Nach der Volkszählung im Jahr 2020 lebten im County 117.922 Menschen. Es gab 38.439 Haushalte und 23.140 Familien. Die Bevölkerungsdichte betrug 14 Einwohner pro Quadratkilometer. Ethnisch betrachtet setzte sich die Bevölkerung zusammen aus 94,02 % Weißen, 0,27 % Afroamerikanern, 2,29 % amerikanischen Ureinwohnern, 1,02 % Asiaten, 0,08 % Bewohnern aus dem pazifischen Inselraum und 0,45 % aus anderen ethnischen Gruppen; 1,86 % stammten von zwei oder mehr ethnischen Gruppen ab. 1,61 % der Bevölkerung waren spanischer oder lateinamerikanischer Abstammung.
Von den 38.439 Haushalten hatten 29,20 % Kinder und Jugendliche unter 18 Jahre, die bei ihnen lebten. 47,40 % waren verheiratete, zusammenlebende Paare, 9,20 % waren allein erziehende Mütter. 39,80 % waren keine Familien. 28,00 % waren Singlehaushalte und in 7,50 % lebten Menschen im Alter von 65 Jahren oder darüber. Die Durchschnittshaushaltsgröße betrug 2,40 und die durchschnittliche Familiengröße lag bei 2,96 Personen.
Auf das gesamte County bezogen setzte sich die Bevölkerung zusammen aus 22,90 % Einwohnern unter 18 Jahren, 15,40 % zwischen 18 und 24 Jahren, 29,20 % zwischen 25 und 44 Jahren, 22,60 % zwischen 45 und 64 Jahren und 10,00 % waren 65 Jahre alt oder darüber. Das Durchschnittsalter betrug 33 Jahre. Auf 100 weibliche Personen kamen 99,90 männliche Personen, auf 100 Frauen im Alter ab 18 Jahren kamen statistisch 98,00 Männer.

Das jährliche Durchschnittseinkommen eines Haushalts betrug 34.454 USD, das Durchschnittseinkommen der Familien betrug 44.865 USD. Männer hatten ein Durchschnittseinkommen von 31.605 USD, Frauen 21.720 USD. Das Prokopfeinkommen betrug 17.808 USD. 14,80 % der Bevölkerung und 8,80 % der Familien lebten unterhalb der Armutsgrenze. 14,60 % davon waren unter 18 Jahre und 8,20 % waren 65 Jahre oder älter.

## Geschichte
Zwei Orte im County haben den Status einer National Historic Landmark, der Rastplatz der Lewis-und-Clark-Expedition, Travelers Rest, und der Lolo Pass. 85 Bauwerke und Stätten des Countys sind im National Register of Historic Places eingetragen (Stand 8. Februar 2018).

## Orte im Missoula County
Citys
| - Missoula |

Census-designated places (CDP)
| - Bonner-West Riverside - Carlton - Clinton - Condon - East Missoula - Evaro - Frenchtown | - Huson - Lolo - Orchard Homes - Piltzville - Seeley Lake - Wye |

Unincorporated Communitys
| - Lolo Hot Springs - Lothrop - Milltown - Turah |

Ghost Towns
| - Coloma - Hell Gate |